# 라비도사우루스

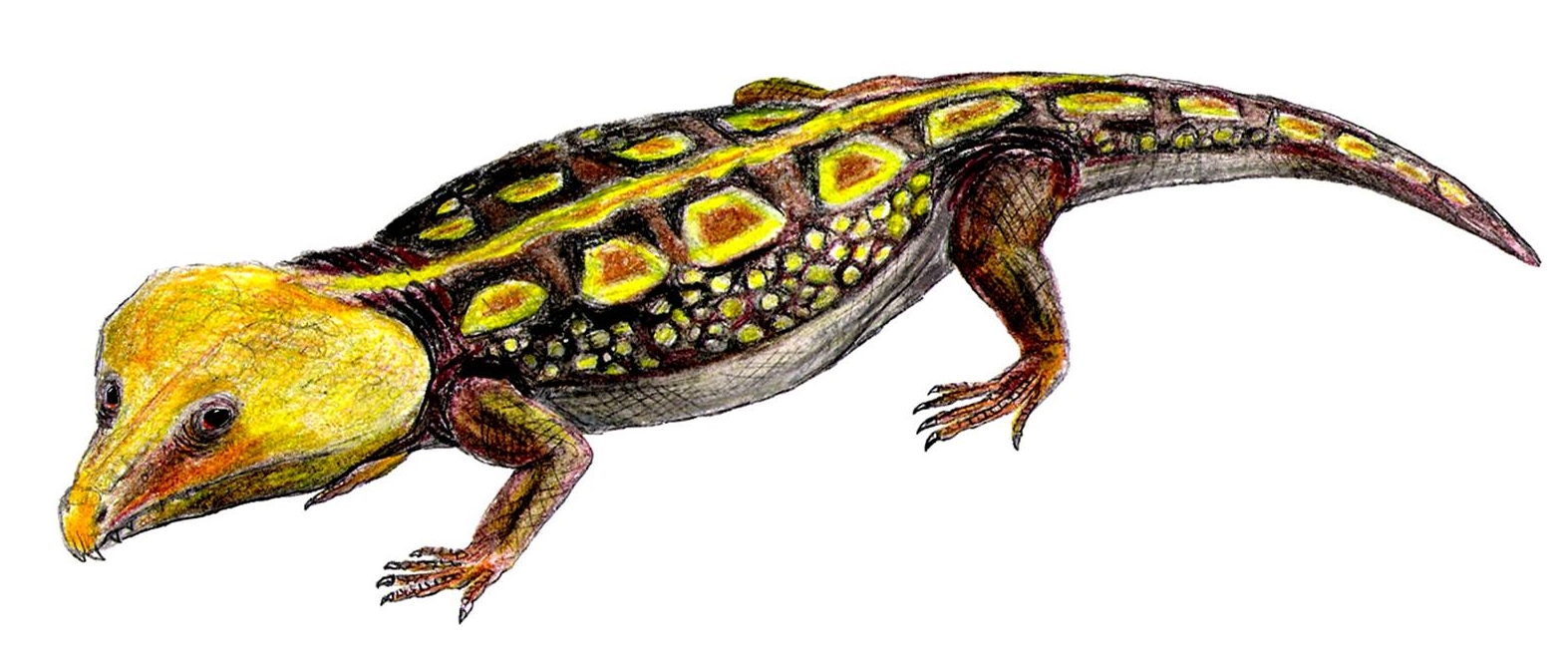

라비도사우루스(학명:Labidosaurus hamatus)는 도마뱀목 까마귀도마뱀과에 속하는 도마뱀이다. 지금은 멸종된 종으로서 전체적인 몸길이가 75cm인 소형의 몸집을 가진 도마뱀이다.

## 특징
라비도사우루스(Labidosaurus)는 북아메리카의 페름기 시대의 멸종된 파충류 속이다. 화석은 미국의 텍사스에서 발견되었다. 그것은 큰 머리를 가진 도마뱀과 비슷하고 길이가 약 75 센티미터(30인치)에 달한다. 다른 많은 포획동물과는 달리 턱에는 날카로운 원뿔형 치아가 한 줄씩 들어있었고 식습관은 곤충, 절지동물, 양치식물의 잎을 먹었을 잡식성이었을 것으로 추정된다. 라비도사우루스의 아래턱은 2011년에 골수염, 즉 뼈의 감염의 증거를 보여주는 것으로 설명되었다. 그것은 육지 척추동물의 감염의 가장 초기 알려진 예다.부러진 의치아의 펄프 충치가 박테리아에 노출되었기 때문에 감염이 진행된 것 같다. 부러진 이빨을 다른 이가 대신했겠지만 재생은 더디었을 것이다. 라비도사우루스와 다른 파생된 캡토리노이드들은 턱에 깊게 이식된 이빨을 가지고 있었다. 이 심층 삽입술은 치아 교체를 제한하는데 이는 부러진 치아가 오랫동안 노출되었을 것이라는 것을 의미한다. 또한 라비도사우루스는 생존했던 당시엔 화려한 노란색과 검은 줄무늬와 반점을 치장한 도마뱀이였을 것으로 보이며 다른 도마뱀에 비해 주둥이가 오목했다는 특징도 있었다.

## 생존시기와 서식지와 화석의 발견
라비도사우루스가 생존했던 시기는 고생대의 페름기로서 지금으로부터 2억 9000만년전~2억 4500만년전에 생존했던 종이다. 생존했던 시기에는 북아메리카를 중심으로 하는 초원이나 열대우림에서 주로 서식했던 도마뱀이다. 화석의 발견은 1895년에 북아메리카의 트라이아스기에 형성된 지층에서 미국의 고생물학자들에 의하여 처음으로 화석이 발견되어 새롭게 명명된 종이다.

## 같이 보기
- 파충류
- 고생대
- 페름기
- 도마뱀
- 화석